# T'Mars McCallum
Pour les articles homonymes, voir McCallum.
T'Mars McCallum, né le 20 mai 2004 , est un athlète américain, spécialiste du sprint.

## Biographie
McCallum commence sa carrière universitaire en 2022 aux Volunteers du Tennessee sous la direction de Duane Ross. Sa première compétition avec les Volunteers est au Clemson Invite en janvier 2023, où il participe au 60 mètres, 200 mètres et saut en longueur.
Il court en 10 s 03 sur 100 mètres en mai 2024 aux Jamaica Athletics invitational. 
McCallum bat son record personne sur 200 mètres le 30 mai 2025 en 19 s 83, établissant alors la meilleure performance mondiale du début de saison. Il court de nouveau en 10 s 03 sur 100 mètres lors des championnats le 11 juin 2025. Le 12 juillet, il améliore son temps en 9 s 87, mais avec un vent trop fort de + 2,1 m/s. Lors du même meeting, sur 200 mètres, il reprend à Letsile Tebogo la meilleure performance du début de saison en 19 s 76. Deux semaines plus tard il participe aux championnats des États-Unis. Aux 100 mètres, après 10 s 01 en série, puis 9 s 99 en demi-finale, il termine troisième de la finale en 9 s 83 derrière Kenny Bednarek et Courtney Lindsey, le qualifiant pour les championnats du monde de Tokyo. Sur 200 mètres, il ne termine que huitième de la finale en 20 s 43.

## Palmarès
| Date | Compétition                 | Lieu   | Résultat | Épreuve | Temps  |
| ---- | --------------------------- | ------ | -------- | ------- | ------ |
| 2025 | Championnats des États-Unis | Eugene | 3e       | 100 m   | 9 s 83 |

## Records
| Épreuve | Temps   | Lieu    | Date            |
| ------- | ------- | ------- | --------------- |
| 100 m   | 9 s 83  | Eugene  | 1er août 2025   |
| 200 m   | 19 s 73 | Memphis | 12 juillet 2025 |